# 39686 Takeshihara
39686 Takeshihara este un asteroid din centura principală de asteroizi.

## Descriere
39686 Takeshihara este un asteroid din centura principală de asteroizi. A fost descoperit pe 9 august 1996 la Nanyo de Tomimaru Okuni. Asteroidul prezintă o orbită caracterizată de o semiaxă mare de 2,79 ua, o excentricitate de 0,09 și o înclinație de 3,9° în raport cu ecliptica.